# When Did You Leave Heaven
When Did You Leave Heaven ist ein Lied aus dem Soundtrack des Films Sing, Baby, Sing. Im Film wird das von Richard A. Whiting komponierte und von Walter Bullock getextete Lied von Tony Martin gesungen. Der Song war auf der Oscarverleihung 1937 in der Kategorie „Bester Song“ für einen Oscar nominiert, musste sich jedoch dem Siegerlied The Way You Look Tonight von Jerome Kern mit dem Text von Dorothy Fields aus dem Film Swing Time geschlagen geben. 
When Did You Leave Heaven war 1936 in der Version von Guy Lombardo 15 Wochen auf Platz 1 der US-Billboard Charts. Bei den 100 Top Songs des Jahres 1936 steht When Did You Leave Heaven mit 158 Punkten (von möglichen 200) auf Platz 10.

## Weitere Coverversionen
1992 coverte der Blues- und Jazzsänger Ernie Andrews den Song. 1995 nahmen Lisa Ekdahl, eine schwedische Jazz-Pop-Sängerin, und das Peter Nordahl Trio das Lied auf. 1997 entstand eine Version der blinden Jazzsängerin Diane Schuur. 1998 coverte der britische Pianist und Bandleader Jools Holland das Lied. 2005 nahm die Opernsängerin Renée Fleming When Did You Leave Heaven in ihr Programm auf. Weitere Coverversionen entstanden unter anderem durch Joe Williams, Mabel Scott, Frances Langford, Earl Coleman, Paul Seaforth, Little Jimmy Scott, Hank Crawford, Frank Mantooth, Frank Foster, Gene Harris und Lisa Asher.
Der Jazz-Diskograph Tom Lord listet 57 Coverversionen des Titels im Bereich des Jazz.